# سنجاب خاکستری آریزونا
سنجاب خاکستری آریزونا (نام علمی: Sciurus arizonensis) نام یک گونه از سرده سنجاب است.